# 920
Раннє Середньовіччя  •  Епоха вікінгів  •  Золота доба ісламу  •  Реконкіста

## Геополітична ситуація
У Візантії  правили Роман I Лакапін та, формально, Костянтин VII Багрянородний. Італійським королівством правив римський імператор Беренгар I,
Західним Франкським королівством — Карл III Простакуватий, Східним Франкським королівством — Генріх I Птахолов,  Бургундією — Людовик III Сліпий.
Північ Італії належить Італійському королівству під владою франків, середню частину займає Папська область, герцогства на південь від Римської області незалежні, деякі області на півночі та на півдні належать Візантії, інші окупували сарацини. Південь Піренейського півострова займає Кордовський емірат, в якому править Абд Ар-Рахман III. Північну частину півострова займають королівство Астурія і об'єднане королівство Галісії та Леону під правлінням Ордоньйо I. 
Північну частину Англії захопили дани, на півдні править Вессекс, яких очолює Едвард Старший.
Існують слов'янські держави: Перше Болгарське царство, де править Симеон I, Богемія, Моравія, Приморська Хорватія, Київська Русь, де править Ігор. Паннонію окупували мадяри.
Аббасидський халіфат очолює аль-Муктадір, в Іфрикії владу утримують Фатіміди, в Середній Азії — Саманіди. У Китаї триває період п'яти династій і десяти держав. Значними державами Індії є Пала, держава Раштакуртів, Пратіхара,  Чола. В Японії триває період Хей'ан. На північ від Каспійського та Азовського морів існує Хозарський каганат. 
Територію лісостепової України займає Київська Русь. У Північному Причорномор'ї співіснують різні кочові племена, зокрема печеніги, хозари, алани, кримські готи. Херсонес Таврійський належить Візантії.

## Події
- Перша сутичка руських військ із печенігами.
- Розпочалося правління Романа I Лакапіна у Візантійській імперії. Ще минулого року він взяв опіку над Костянтином VII Багрянородним, і був призначений співправителем. Він одружив Костянтина зі своєю донькою і надалі правив від свого імені.
- Валлійський правитель Гівел Добрий утворив королівство Дехейбарт.
- Англосакси відвоювали Східну Англію в данів.
- Король Східного Франкського королівства Генріх I Птахолов відбив у вікінгів Утрехт після 70-річної окупації.
- Король Західного Франкського королівства Карл III Простакуватий посварився зі своєю знаттю, яку очолював герцог Паризький Роберт. Короля навіть ув'язнили, але йому вдалося втекти.
- Аббасидський візир Муніс повів війська з Багдада в Єгипет на війну проти Фатімідів. Сирійський флот Аббасидів знищив кораблі Фатімідів, використовуючи грецький вогонь.
- За наказом Абаоцзі кидані прийняли систему письма, відому як довге письмо.